# Distretto di Záhony
Il distretto di Záhony (in ungherese Záhonyi járás) è un distretto dell'Ungheria, situato nella provincia di Szabolcs-Szatmár-Bereg.